# Episodi di Tutti pazzi per amore (prima stagione)
La prima stagione di Tutti pazzi per amore è andata in onda dal 7 dicembre 2008 al 24 febbraio 2009 su Rai 1. La stagione è stata trasmessa due episodi per volta ogni domenica, ad eccezione dell'ultima coppia di episodi, trasmessi di martedì.
| nº | Titolo                            | Prima TV Italia  |
| -- | --------------------------------- | ---------------- |
| 1  | Questione di feeling              | 7 dicembre 2008  |
| 2  | Se telefonando                    | 7 dicembre 2008  |
| 3  | Io vorrei, non vorrei, ma se vuoi | 14 dicembre 2008 |
| 4  | Per un'ora d'amore                | 14 dicembre 2008 |
| 5  | Quello che le donne non dicono    | 21 dicembre 2008 |
| 6  | Metti una sera a cena             | 21 dicembre 2008 |
| 7  | Amore che vieni, amore che vai    | 28 dicembre 2008 |
| 8  | Ed io tra di voi                  | 28 dicembre 2008 |
| 9  | Strani amori                      | 4 gennaio 2009   |
| 10 | L'anno che verrà                  | 4 gennaio 2009   |
| 11 | Inevitabile follia                | 11 gennaio 2009  |
| 12 | Certe notti                       | 11 gennaio 2009  |
| 13 | Questione di cellule              | 18 gennaio 2009  |
| 14 | Come si cambia                    | 18 gennaio 2009  |
| 15 | Le cose che abbiamo in comune     | 25 gennaio 2009  |
| 16 | L'amore ci cambia la vita         | 25 gennaio 2009  |
| 17 | …e intanto il tempo se ne va      | 1º febbraio 2009 |
| 18 | Maledetta primavera               | 1º febbraio 2009 |
| 19 | Quale allegria                    | 8 febbraio 2009  |
| 20 | Non gioco più                     | 8 febbraio 2009  |
| 21 | Nessun dolore                     | 15 febbraio 2009 |
| 22 | Si è spento il sole               | 15 febbraio 2009 |
| 23 | Quando finisce un amore           | 22 febbraio 2009 |
| 24 | Ti sposerò perché                 | 22 febbraio 2009 |
| 25 | Ti lascerò                        | 24 febbraio 2009 |
| 26 | Datemi un martello                | 24 febbraio 2009 |

- Cast fisso: Stefania Rocca (Laura), Emilio Solfrizzi (Paolo Giorgi), Neri Marcorè (Michele Ventoni), Carlotta Natoli (Monica), Sonia Bergamasco (Lea), Francesca Inaudi (Maya), Irene Ferri (Rosa), Corrado Fortuna (Elio Franci), Marina Rocco (Stefania), Luca Angeletti (Giulio Pierantoni), Ariella Reggio (Sofia), Pia Velsi (Filomena), Nicole Murgia (Cristina), Marco Brenno (Emanuele Balestrieri), Laura Calgani (Nina), Piera Degli Esposti (Clelia), Carla Signoris (Carla), Giuseppe Battiston (Freiss), Luigi Diberti (Mario Del Fiore).

## Questione di feeling
- Diretto da: Riccardo Milani
- Scritto da: Ivan Cotroneo

### Trama
Paolo Giorgi va a vivere in una nuova palazzina insieme alla figlia Cristina, una sedicenne bella e ribelle, che lui ha dovuto crescere da solo. Sua moglie Eleonora è morta sei anni prima in un incidente stradale, e ad aiutarlo della difficile "preparazione alla vita futura" di Cris c'è stato Michele, da sempre migliore amico di Paolo. Laura Del Fiore si è separata dal sue ex marito, un ricco e noto scrittore che ora vive negli Stati Uniti, e ha due figli: Emanuele di sedici anni e la piccola e dolce Nina che ha sette anni. Per Laura, il suo nuovo vicino di casa (proprio Paolo) è un rozzo sbruffone, mentre per Paolo, la sua nuova vicina di casa (la stessa Laura) è una fanatica donna sola. I due, però, si conoscono fuori dal contesto di "vicini di casa", che tra l'altro non si sono mai visti, e si sono parlati solo attraverso bigliettini, e si attraggono a vicenda. Anche Emanuele e Cristina si conoscono, i due sono compagni di classe a scuola, ma già si detestano! Laura va a lavorare in una rivista femminile, con un solo uomo come grafico del giornale. Diventerà molto amica della direttrice, Monica. Dopo vari incontri casuali, Paolo fa a botte per Laura, e tra i due è subito amore.
- Altri interpreti: Adriano Pantaleo (Capone), Paolo Setta, Luca Calvani (maestro Sergio), Patrizia Loreti (professoressa Mancuso).

## Se telefonando
- Diretto da: Riccardo Milani
- Scritto da: Ivan Cotroneo

### Trama
Paolo perde il numero di telefono di Laura lasciando il bigliettino nei pantaloni che mette in lavatrice. Laura quindi pensa di non essere interessante, perché Paolo non le telefona. L'uomo recupera il bigliettino, ma non riuscendo a decifrarne alcuni numeri. Laura, sotto consiglio di Monica, che continua a fingere di essere fidanzata col suo ex Gabriele, che l'ha lasciata mesi prima, e di Maya, Rosa, Lea e Elio, fa una telefonata a Paolo, il cui numero era sulla sua "rubrica" del telefono, fingendo di aver messo il cellulare nella borsa e che la telefonata sia partita per sbaglio. Paolo, la richiama e i due organizzano un appuntamento, nel frattempo però continuano a farsi la guerra come vicini di casa. Anche Cristina ed Emanuele si mal tollerano. La piccola Nina vorrebbe che la madre si fidanzasse con il suo maestro, Sergio, bello e molto buono. Al loro appuntamento, Paolo e Laura si divertono e si danno il primo bacio, ma scoprono presto di abitare nello stesso palazzo, e che uno è l'odiato vicino dell'altra.
- Canzoni interpretate nell'episodio:  ti amo
- Altri interpreti: Adriano Pantaleo (Capone), Paolo Setta, Luca Calvani (maestro Sergio), Patrizia Loreti (professoressa Mancuso).

## Io vorrei, non vorrei, ma se vuoi
- Diretto da: Riccardo Milani
- Scritto da: Ivan Cotroneo

### Trama
Paolo e Laura sono vicini di casa, e si odiavano prima di conoscersi, senza sapere che l'uno era l'odiato vicino dell'altro. Adesso che hanno scoperto il buffo gioco del destino, sono imbarazzati, e non si parlano. Paolo si sfoga con Michele, suo migliore amico e dongiovanni (che intanto aveva incontrato casualmente, nel precedente episodio, Monica, amica di Laura, e ne era rimasto affascinato). Ma, come dicono anche le ragazze della redazione a Laura, c'è una regola che non va trasgredita mai con i vicini di casa. Emanuele e Cristina si detestano: lei lo insulta, lui le ruba il reggiseno e le mutande e le mostra a tutta la loro classe, e lei gli sferra un pugno. Paolo e Laura, che intanto si erano riavvicinati dopo un caffè assieme, capiscono di essere troppo diversi, come i loro figli, che continuano a litigare anche a casa. Laura, per ripicca, esce con il maestro di Nina, l'affascinante Sergio, ma ne rimane solo annoiata. così, quando vede sotto il palazzo Paolo, e i due rimangono chiusi in ascensore, mettono da parte tutto, e si baciano appassionatamente, dichiarandosi a vicenda.
- Canzoni interpretate nell'episodio: Come saprei, Per un'ora d'amore.
- Altri interpreti: Emanuela Grimalda, Adriano Pantaleo (Capone), Paolo Setta, Luca Calvani (maestro Sergio), Patrizia Loreti (professoressa Mancuso), Clizia Fornasier (Natascia), Roberto De Francesco.

## Per un'ora d'amore
- Diretto da: Riccardo Milani
- Scritto da: Ivan Cotroneo

### Trama
Paolo e Laura, dopo dieci giorni di fidanzamento, sono decisi a fare l'amore, ma lui si vergogna a chiederglielo, così lei teme di essere poco attraente. Ma quando, con l'aiuto dei rispettivi amici, i due si dicono di voler passare qualche ora insieme, si presentano ad un albergo, dato che le loro case sono sempre occupate dai figli. L'hotel, però, fa schifo a Laura, così la coppia esce. Sempre lei, però, si lamenta, in casa di Paolo, di sentire le voci dei suoi figli, e di non poter fare l'amore con loro dall'altra parte della parete. Monica, dopo aver svelato a Laura che Gabriele l'ha mollata otto mesi prima, le offre la sua casa. Purtroppo, mentre Giorgi e la Del Fiore stanno andando in casa di Monica, si ferma la macchina, che si è rotta, e i due si lasciano travolgere dall'emozione, consumando in macchina la loro prima volta insieme. Intanto, le zie sono arrabbiate con Paolo che le trascura e le evita. Cristina viene aiutata da Emanuele con i compiti, ma lui si fa pagare. Mentre la ragazza sta fumando, vede il padre, Paolo, con la vicina di casa, Laura, baciarsi con passione.
- Canzoni interpretate nell'episodio:  ti amo
- Altri interpreti: Emanuela Grimalda, Adriano Pantaleo (Capone), Paolo Setta, Luca Calvani (maestro Sergio), Patrizia Loreti (professoressa Mancuso), Clizia Fornasier (Natascia), Roberto De Francesco.

## Quello che le donne non dicono
- Diretto da: Riccardo Milani
- Scritto da: Monica Rametta

### Trama
Cristina è sconvolta: Paolo e Laura insieme?! Lei non si fida più del padre, e lo dice ad Emanuele, che comincia ad avere dubbi sulla madre. Ma i ragazzi non sanno che i genitori sono "divorati" dai sensi di colpa, e che hanno paura di dire loro la verità. Ma gli stessi Paolo e Laura, vengono a conoscenza di segreti sui loro figli. Lei scopre da Paolo, a cui Cristina lo aveva rivelato, che Emanuele si fa profumatamente pagare per delle lezioni private, mentre lui scopre, grazie a Laura, a cui Emanuele lo aveva svelato, che Cristina fuma e si fa le canne. I due genitori sono furiosi coi loro figli, che, alla fine, gli rinfacciano della loro storia d'amore segreta, nonostante i due si dicano pentiti. Monica, intanto, dice alle ragazze della redazione, che la sua storia con Gabriele è finita da mesi, e loro, dapprima deluse, scelgono di aiutarla a trovare un nuovo spasimante.
- Canzoni interpretate nell'episodio: Ragazzo fortunato.
- Altri interpreti: Adriano Pantaleo (Capone), Paolo Setta, Mia Benedetta, Luca Calvani (maestro Sergio), Patrizia Loreti (professoressa Mancuso), Clizia Fornasier (Natascia).

## Metti una sera a cena
- Diretto da: Riccardo Milani
- Scritto da: Monica Rametta

### Trama
Laura decide di organizzare una cena a casa sua per far conoscere meglio Paolo ai suoi figli e viceversa. Però le cose non vanno come sperato: Emanuele invita i suoi nonni, il dolce Mario e la crudele Clelia, genitori di Laura, invece Cristina invita le anziane zie Filomena e Sofia. Poi, Laura invita Monica e la propria sorella Stefania, una donna eccentrica ed egoista, e il marito Giulio, mentre Paolo invita Michele. La cena è, però un disastro. Clelia non fa che parlare di Riccardo, ex marito di Laura, e di quanto fosse bravo a fare tutto, snobbando Paolo. Le zie non fanno che parlare di Eleonora, la defunta moglie di Paolo, che aveva persino vinto un concorso di bellezza. Michele e Monica finiscono per odiarsi, e Giulio, esasperato dalla moglie che ogni sera lo abbandona a casa per andare in discoteca con le sue amiche, la lascia nel bel mezzo della cena. Anche perché Stefania e lui (fatti dell'episodio precedente) dovevano andare in viaggio insieme. Giulio era salito sull'aereo, ma Stefania, che è la hostess e che sarebbe dovuta salire sullo stesso aereo finito il suo turno, si dimentica di lui e, stressata dal lavoro, prende dritta il volo per Milano, da cui andrà poi a casa sua. Giulio, nel viaggio in aereo senza Stefania, conoscerà una sua amica hostess. Ora l'uomo è deciso a separarsi da Stefania, e se ne va via di casa. Paolo e Laura litigano alla fine della cena, per poi riappacificarsi e baciarsi sul loro pianerottolo.
- Canzoni interpretate nell'episodio: Sere nere.
- Altri interpreti: Adriano Pantaleo (Capone), Paolo Setta, Mia Benedetta, Luca Calvani (maestro Sergio), Patrizia Loreti (professoressa Mancuso), Clizia Fornasier (Natascia).

## Amore che vieni, amore che vai
- Diretto da: Riccardo Milani
- Scritto da: Stefano Tummolini

### Trama
Paolo e Laura, dopo una notte passata completamente insieme, anche a dormire, si fanno molti problemi: i rispettivi figli fanno loro pesare questa cosa, mentre Laura vede il fantasma della moglie di Paolo, Eleonora, che era brava in tutto, ma alla fine, lui dice alla Del Fiore che, quando Eleonora morì in quell'incidente stradale, di cui proprio Paolo l'artefice, lui si vedeva con un'altra donna, la sua ex amante. Intanto Stefania non riesce ad accettare il fatto di essere stata lasciata, anche perché Giulio ora si è fidanzato con una sua odiosa collega.
- Altri interpreti: Tomas Arana (Riccardo), Clizia Fornasier (Natascia), Mia Benedetta, Susy Laude, Luca Calvani (maestro Sergio), Giovanni Carroni, Adriano Pantaleo (Capone).

## Ed io tra di voi
- Diretto da: Riccardo Milani
- Scritto da: Stefano Tummolini

### Trama
Riccardo Balestrieri, uno scrittore di fama mondiale, ricco e considerato dalle zie al terzo posto della loro classifica di persone favorite (dopo Paolo e Massimo Ranieri) sta arrivando a Roma. Lui è l'ex marito di Laura, padre dei suoi figli, e verrà ospitato proprio la lei. Paolo è tremendamente geloso, ma non sa come dirlo a Laura! Intanto, Monica e Sergio, maestro di Nina, escono insieme, ma il primo appuntamento è un disastro, e lei promette che non uscirà mai più con lui.
- Canzoni interpretate nell'episodio: Ed io tra di voi.
- Altri interpreti: Tomas Arana (Riccardo), Clizia Fornasier, Mia Benedetta, Susy Laude, Luca Calvani (maestro Sergio), Giovanni Carroni, Adriano Pantaleo (Capone).

## Strani amori
- Diretto da: Riccardo Milani
- Scritto da: Stefano Tummolini

### Trama
Il Natale si avvicina, e Paolo propone a Laura di passarlo assieme, ma l'arrivo di Riccardo ha scombussolato un po' tutti, e lei non se la sente, anche perché il 25 dicembre, Riccardo dovrebbe dir qualcosa a Emanuele. Paolo, stufo dell'ex marito di Laura e deluso dal suo comportamento, si offende, e le compra anche un anello! Stefania vuole riconquistare Giulio. Si presenta sotto casa della sua nuova fidanzata, la sua stessa collega, travestita da Babbo-Natale in versione "donna sexy"! Ma la Del Fiore fallisce nel suo intento. Quello che Riccardo dovrebbe dire a Emanuele, è che lui e Laura non si sono lasciati perché erano troppo diversi o perché litigavano sempre, ma perché lui è gay, e adesso vive in America con il suo compagno Peter. Balestrieri rimanda tante volta la chiacchierata con Emanuele, e alla fine, dopo aver ricevuto tramite Nina l'anello che Paolo le ha comprato, Laura corre da lui, riappacificandosi. Intanto, Riccardo svela al figlio della sua omosessualità, ed Emanuele ne rimane deluso, è arrabbiato e scappa via...
- Canzoni interpretate nell'episodio: Vacanze romane/Palestina.
- Altri interpreti: Tomas Arana (Riccardo), Clizia Fornasier, Adriano Pantaleo (Capone)

## L'anno che verrà
- Diretto da: Riccardo Milani
- Scritto da: Stefano Tummolini

### Trama
Emanuele è molto arrabbiato coi genitori, soprattutto con il padre, e non parla con nessuno. Se dapprima Paolo si sentiva rassicurato e felice alla notizia che Riccardo è omosessuale, ora i dubbi lo stanno sovrastando: perché mai Laura non avrebbe dovuto svelargli questo fatto, forse non lo ama abbastanza, forse non si fida o, nella peggiore delle ipotesi, è ancora legata a Riccardo. Così, l'allegria fa spazio in Paolo alla paura e alla gelosia. Sarà Natascia a voler approfittare della situazione tra Giorgi e la Del Fiore, per intromettersi nel loro rapporto e far innamorare di sé Paolo. Però, proprio quando il suo piano cominciava a dare frutti, Laura va dal suo uomo e i due si rappacificano, salvo poi scoprire che i loro figli hanno combinato un disastro. Alla fine, però, tutto s'aggiusterà.
- Canzoni interpretate nell'episodio: Machoman, Cocktail d'amore, e Solo tu
- Altri interpreti: Tomas Arana (Riccardo), Clizia Fornasier, Adriano Pantaleo (Capone)

## Inevitabile follia
- Diretto da: Riccardo Milani
- Scritto da: Stefano Tummolini

### Trama
La rabbia di Emanuele è ancora al centro degli episodio, adesso più che mai. Il giovane continua a non parlare con nessuno, e fa persino scena muta durante un'interrogazione a scuola. Laura è seriamente preoccupata, ma decide di non farlo vedere da nessun psicologo, sotto consiglio di Clelia. Quando la famiglia "allargata" si reca nella villa in campagna di Mario, sembra che Emanuele ritrovi la serenità, però, l'arrivo di Riccardo con il suo uomo, l'americano Peter, stravolge di nuovo tutto! Paolo parla con Emanuele, ma lui, nonostante lo ringrazi del gesto da padre, sta pian piano capendo che non supererà mai la cosa. Per ciò, deciso a far andare Peter via dalle loro vite, lo attende sotto il suo hotel, e gli dà una botta in testa, per poi fuggire.
- Canzoni interpretate nell'episodio: Mister Mandarino
- Altri interpreti: Tomas Arana (Riccardo), Adriano Pantaleo (Capone)

## Certe notti
- Diretto da: Riccardo Milani
- Scritto da: Monica Rametta

### Trama
Emanuele, dopo aver aggredito Peter, è scappato. L'uomo, intanto, in ospedale viene medicato e, finalmente, curato. Però, purtroppo, di Emanuele nessuno traccia: e se Laura è preoccupatissima, Natascia attira a sé Paolo, fingendo un blocco alla macchina, e facendolo finire in un casale in campagna. L'uomo, però, tenta di farle capire che lui ama Laura, solo lei. Intanto Stefania e Giulio hanno fatto pace, e si amano più che mai. Nina ha intuito dov'è il fratello, e lo dice a Laura. Emanuele è sulla terrazza del palazzo, parla con Laura che gli fa chiedere scusa a tutti, ed ogni cosa torna al suo posto, se non una. Sembra proprio che i figli e figliastri della coppia Giorgi-Del Fiore debbano moltiplicarsi. Laura riceve una telefonata dall'ospedale in cui era stata a seguito di un malore. Aspetta un bambino.
- Canzoni interpretate nell'episodio: La notte vola
- Altri interpreti: Tomas Arana (Riccardo), Clizia Fornasier, Adriano Pantaleo (Capone)

## Questione di cellule
- Diretto da: Riccardo Milani
- Scritto da: Elena Bucaccio

### Trama
Laura fa test su test, ma il risultato, ogni volta, è lo stesso: positivo. La signora Del Fiore è incinta per la terza volta, ma di Paolo. Dopo che Monica lo scopre, Laura lo rivela a Paolo. Lui ha paura, ma dopo aver parlato con Michele, come sempre quando ha un problema, capisce che quel figlio è suo figlio, e lo vuole davvero. Intanto Monica e Michele incontrano al ristorante Gabriele, l'ex di Monica, con Delfina, la sua nuova fidanzata, molto ricca, con cui si sta per sposare. Michele e la Liverani si fingono così fidanzati, e vengono invitati alle nozze.
- Altri interpreti: Clizia Fornasier, Adriano Pantaleo (Capone)

## Come si cambia
- Diretto da: Riccardo Milani
- Scritto da: Stefano Tummolini

### Trama
Paolo e Laura non sanno come dire ai rispettivi figli che stanno per avere un fratellino. Poi, in un momento di sincerità e fiducia in sé stessi, contemporaneamente, Laura lo dice a Cristina, e Paolo ad Emanuele. I due, però, sembrano molto felici della nascita del piccolo. Giorgi e la Del Fiore, ora vogliono vivere insieme, con tutta la famiglia unita, e decidono di distruggere il muro che separa la casa assieme: Sarà un divertimento che li farà legare ancora di più.
- Canzoni interpretate nell'episodio: No, non mi innamoro più
- Altri interpreti: Clizia Fornasier, Adriano Pantaleo (Capone), Riccardo Rossi (Buy)

## Le cose che abbiamo in comune
- Diretto da: Riccardo Milani
- Scritto da: Stefano Bises

### Trama
Arrivano novità e cambiamenti in questa famiglia allargata: Paolo e Laura scoprono stranezze dell'altro, così come i loro figli. La Del Fiore ha un berretto per dormire, e Giorgi degli enormi calzettoni! Emanuele russa in una maniera surreale, e occupa il bagno per moltissimo tempo, mentre Cristina divora goffamente dei panini imbottiti, e non mangia i pranzi e le cene "perfetti" che Laura cucina. Intanto, Giulio e Stefania preparano il loro matrimonio a sorpresa, in comune. Monica deve affrontare un tema delicato: il licenziamento nella sua rivista, mentre Michele le organizza un appuntamento con un suo caro amico, Ermanno. Invece le zie Filomena e Sofia pagano uno chef per imparare a cucinare.
- Canzoni interpretate nell'episodio: Felicità/Arrivederci a Bahia
- Altri interpreti: Clizia Fornasier, Adrino Pantaleo (Capone), Riccardo Rossi (Buy)

## L'amore ci cambia la vita
- Diretto da Riccardo Milani
- Scritto da: Stefano Bises

### Trama
Cristina e Davide, il ragazzo più bello della scuola, sono fidanzati, e felici assieme. Nessuno sapeva della loro storia prima che Paolo li beccasse a casa sua. Inaspettatamente, l'uomo è felice e non geloso, e regala a Davide un suo modellino! La cena di Ermanno e Monica va benissimo, lui è stato istruito alla perfezione da Michele, e fa credere alla Liverani di essere un "poeta". Monica, crede che Ermanno sia l'uomo giusto per lei. Però, una tempestiva telefonata di Maya informa Monica che lei era andata a letto con Buy, il loro capo, per far sì che nessuno fosse licenziato. Però, l'uomo, si è sentito male e ora è all'ospedale. Intanto, la gravidanza di Laura procede benissimo.
- Canzoni interpretate nell'episodio: Buonasera dottore
- Altri interpreti: Clizia Fornasier, Adriano Pantaleo (Capone), Riccardo Rossi (Buy)

## ...e intanto il tempo se ne va
- Diretto da: Riccardo Milani
- Scritto da: Elena Bucaccio

### Trama
La scuola è occupata, e questa iniziativa sta dando opportunità a tutti: Emanuele, a capo dell'occupazione, è deciso a farsi valere come ragazzo dai suoi compagni, e non più come "alunno modello" dai professori, e Cristina può fare l'amore con Davide. La ragazza, però, non si sente pronta per la sua prima volta, e ne parla con Laura, che dopo averle dato ottimi consigli, fa diventare la cosa il nuovo tema di Tu Donna, "La prima volta". Così, tutte le ragazze, ed Elio, parlano di come è stato. Monica, però, non si ricorda niente, se non le notti d'amore passate con Ermanno, che risalgono a pochi giorni prima. Lei è contenta, invece lui si sta pian piano rivelando per quello che è: non sa nulla di cultura. Dopo aver parlato con Paolo, Cristina capisce che cosa vuole veramente fare.
- Altri interpreti: Clizia Fornasier, Adriano Pantaleo (Capone)

## Maledetta primavera
- Diretto da: Riccardo Milani
- Scritto da: Stefano Tummolini

### Trama
Cristina chiede ad Emanuele di prolungare un giorno l'occupazione, e lui, nonostante un iniziale rifiuto, finisce col farlo. Così, lei si reca dal suo Davide, e i due fanno l'amore. Intanto, Monica è felicissima di stare con Ermanno, e vorrebbe fare un'uscita a tre anche con Michele, a cui è grata per aver organizzato il loro incontro. Però, lui sta male. Ha capito solo ora di amare Monica, e non ce la fa proprio ad uscire con lei. Clelia e Mario devono fare i conti con la famiglia: la loro relazione segreta, che va avanti da 10 anni, è stata scoperta. Ma non sanno che le cose, per una delle loro due figlie, vanno benissimo. A Stefania viene svelato di essere incinta, e anche Giulio è al settimo cielo. Però, Laura, a causa della sua gravidanza, è nervosa e arrabbiata con tutti, persino con Paolo. Quando tutti insieme, la coppia Giorgi-Del Fiore e Monica con Ermanno, insieme a Michele, cenano nel suo ristorante, al ritorno a casa, in macchina, Laura ha un malore. Viene portata in ospedale da Paolo, che però non sa guidare, va lento e si ferma a chiedere spiegazioni. Sembra proprio che per il bambino non ci sia niente da fare.
- Canzoni interpretate nell'episodio: È l'uomo per me
- Altri interpreti: Clizia Fornasier, Adriano Pantaleo (Capone), Alessandra Bellini (Chiara)

## Quale allegria
- Diretto da: Riccardo Milani
- Scritto da: Ivan Cotroneo

### Trama
Laura ha perso il bambino. Paolo, quando la sua donna si risveglia, glielo rivela, e lei cade in depressione. Anche dopo l'intervento per raschiare il feto, in casa sua, Laura è tristissima e in crisi con se stessa e con il mondo. La famiglia le sta vicino, perché tutti sono molto dispiaciuti, a partire da Paolo, che si era abituato all'idea di diventare padre per la seconda volta. Stefania, intanto, non sa come dire alla sorella che lei è incinta, proprio quando Laura ha perso il suo di figlio. A Tu Donna, le ragazze della rivista fanno di tutto per togliere dalla prima pagina il titolo della settimana in onore della Del Fiore, ovvero "La gravidanza a quarant'anni". Monica, dopo aver visto la sgangherata casa di Ermanno, che sembra tutto tranne che l'abitazione di un uomo colto, obbliga l'uomo a dire la verità, poi si reca da Michele, artefice di tutto, e gli distrugge il locale, provocando in lui la paura di dirle che l'ama. In casa Giorgi-Del Fiore, al perdita di quel bimbo ha messo in agitazione tutti. Emanuele, Nina e Cristina avrebbe voluto molto quel fratellino, mentre la storia della giovane Giorgi va benissimo.
- Canzoni interpretate nell'episodio: Bella
- Altri interpreti: Clizia Fornasier, Adriano Pantaleo (Capone)

## Non gioco più
- Diretto da: Riccardo Milani
- Scritto da: Ivan Cotroneo

### Trama
Laura non esce più di casa, se non per delle passeggiate con la figlioletta. Proprio una camminata al parco con Nina e il suo ex marito Riccardo, tornato dall'America con Peter, la farà decidere di andare in redazione, dove scopre, per un caso fortuito, che sua sorella Stefania aspetta un bambino. Si reca così da lei e Giulio, dimostrando tutta la sua felicità per il lieto evento. In fondo, sta per diventare zia! Intanto Cristina scopre che Davide deve trasferirsi ad Atene, e ci rimane male perché lo è venuta a sapere dal padre del ragazzo. Monica si rende conto di amare Michele, ma crede che lui la detesti. Così lo stesso Michele, che ama la donna ma ha paura che lei lo odi. Però, una sera sceglie di farsi avanti e la attende sotto casa sua. Lei, però, è sotto casa di Michele! I due non si incontrerebbero se Michele non la aspettasse per molto tempo, e se lei non tornasse a casa dopo poco. Lì, i due si lasciano andare a una notte d'amore. Intanto Emanuele tenta di conquistare Chiara, la bella assistente di Peter.
- Canzoni interpretate nell'episodio: E tu come stai?
- Altri interpreti: Tomas Arana (Riccardo), Clizia Fornasier, Adriano Pantaleo (Capone), Alessandra Bellini (Chiara)

## Nessun dolore
- Diretto da: Riccardo Milani
- Scritto da: Monica Rametta

### Trama
Laura è ancora stressata. Paolo non sembra capirla così, mentre sono dal ginecologo e poi a casa, i due litigano. La donna dà la colpa a Paolo della perdita del loro figlio. Se lui avesse saputo guidare la macchina e non si fosse fermato, forse, adesso lei sarebbe ancora con il pancione! Lui è molto deluso dal comportamento di Laura. Monica è felicissima della sua relazione con Michele, e anche lui, che però ha paura per questa storia seria che non sa come gestire. Davide sta per partire, e Cristina vorrebbe passare un'ultima giornata con lui, ma Paolo lo scopre e si arrabbia. Il giorno dopo, però, Emanuele convince Giorgi a far andare la figlia a salutare il suo ragazzo.
- Canzoni interpretate nell'episodio: Più bella cosa
- Altri interpreti: Tomas Arana (Riccardo), Clizia Fornasier, Adriano Pantaleo (Capone)

## Si è spento il sole
- Diretto da: Riccardo Milani
- Scritto da: Monica Rametta

### Trama
Quando alcune mattonelle cadono dal soffitto di casa Giorgi-Del Fiore, Paolo e Laura capiscono che qualcosa nella loro storia, come per quel soffitto, è crollato, così decidono di tornare ognuno in casa propria. Questo fa dispiacere tutti. Monica, in seguito all'abbandono di Michele, mette una sua foto sulla sua rivista, dedicando l'articolo agli uomini che usano le donne. Tutti riconoscono Ventoni, e lo insultano.
- Canzoni interpretate nell'episodio: Centro di gravità permanente
- Altri interpreti: Clizia Fornasier, Adriano Pantaleo (Capone)

## Quando finisce un amore
- Diretto da: Riccardo Milani
- Scritto da: Monica Rametta, Ivan Cotroneo

### Trama
Paolo e Laura in due case diverse, Cristina a Roma e Davide ad Atene, ancora Cristina, Emanuele e Nina che non sono più fratelli, Michele e Monica divisi, insomma niente va come dovrebbe andare. Giorgi e la Del Fiore si amano, ma non hanno il coraggio di dirselo, nemmeno quando s'incontrano casualmente a un bar. Così, Paolo, per dimenticare Laura porta a casa sua Natascia, e i due si baciano. Ma lui si tira indietro, e anche lei si è subito pentita. Infatti Natascia si è fidanzata con un ragazzo ora in viaggio per lavoro, e lo ama. Anche Giorgi è innamoratissimo della Del Fiore, ma l'orgoglio non glielo fa dire. Michele si rivolge al dottor Freiss (l'esperto che, assieme alla signorina Carla vede ogni puntata da uno studio televisivo, commenta ma non interagisce coi personaggi, fino ad ora) per farsi aiutare: vuole riconquistare Monica. Freiss gli consiglia di andare a casa della donna. Michele arriva quando la Liverani sta con il suo ex Gabriele, che si è separato da Delfina, che ha sposato due mesi addietro. I due stavano chiacchierando, ma ora che Monica ha davanti a sé gli uomini che più l'hanno fatta soffrire, e che si presentano adesso per amore suo, lei li caccia, vendicandosi! Intanto, Laura ora odia Paolo: lo ha visto, infatti, far salire a casa sua Natascia, il pomeriggio in cui i due si sono baciati e subito pentiti, ma lei non lo sa, e crede che il suo Paolo l'abbia tradita...
- Canzoni interpretate nell'episodio: Mi manchi/Col tempo,
- Altri interpreti: Clizia Fornasier, Adriano Pantaleo (Capone), Giuseppe Battiston (dottor. Freiss) personaggio fisso della serie che però non ha mai interagito con i personaggi, entrando nel racconto solo in questo episodio e nel prossimo

## Ti sposerò perché
- Diretto da: Riccardo Milani
- Scritto da: Monica Rametta, Ivan Cotroneo

### Trama
Laura detesta Paolo, credendo che l'abbia tradita facendo l'amore con Natascia, mentre lui, in realtà, si è solo baciato con la ragazza, pentendosene poco dopo, e ora è deciso a chiedere a Laura di sposarlo, e chiede consiglio a quasi tutti. La Del Fiore, che non sa quello che Giorgi le sta per chiedere, si consola con Riccardo, l'ex marito molto ricco, che però è gay ed è fidanzato con Peter, un americano. I due passano una notte di passione, ma anche loro, come Paolo e Natascia dopo il bacio, si sono pentiti. Intanto, Michele picchia il dottor Freiss per averlo consigliato male ed avergli spillato molti soldi! Poi, lascia una lettera a Monica, dal titolo "Le 101 cose che mi mancano di te", e lei si intenerisce... Giulio e Stefania scoprono che il loro bambino, che nascerà a breve, non è un bambino, ma sono due gemelline. Dopo aver fatto un esame di coscienza, capiscono che vogliono tenere anche il bambino che dovevano adottare prima di scoprire della gravidanza di lei. Così, se fino a un mese prima, Stefania era a casa sua da sola, e Giulio dalla sua nuova e attuale ex compagna, adesso si ritrovano sposati con tre figli! Paolo va in casa di Laura, con l'anello e pronto a chiederle di sposarlo. La donna ritorna, e dopo averla terrorizzata, essendo entrato in casa sua, Paolo le chiede di sposarlo. Laura è felicissima, e accetta
- Canzoni interpretate nell'episodio: Nessuno mi può giudicare/Se lo dici tu
- Altri interpreti: Tomas Arana (Riccardo), Clizia Fornasier, Adriano Pantaleo (Capone), Giuseppe Battiston (dottor. Freiss) personaggio fisso della serie che però non ha mai interagito con i personaggi, entrando nel racconto solo in questo episodio e nel precedente

## Ti lascerò
- Diretto da: Riccardo Milani
- Scritto da: Monica Rametta, Ivan Cotroneo

### Trama
Molte le novità in casa Giorgi-Del Fiore. Paolo e Laura stanno per sposarsi, Cristina ed Emanuele si sono baciati, e l'amore arriva anche a Monica e Michele, che sembravano doversi separare per sempre. Con uno stratagemma, i promessi sposi li fanno andare in chiesa per le prove delle nozze, ma loro due non si presentano. Il Ventoni e la Liverani, dapprima contrari a dover fare le parti degli sposi davanti a don Luigi, alla fine lo fanno. Poi, capiscono finalmente i loro errori, e cominciano la loro nuova vita, insieme, e felici più che mai. Davide, il ricco fidanzato di Cristina, torna dalla Grecia, ma è cambiato: le sta "appiccicato", e lei proprio non lo sopporta. In più, ci si mette la gelosia di Emanuele, che forse prova qualcosa per la sorellastra... Laura è al settimo cielo, ma quando svela a Monica di aver tradito Paolo con Riccardo, il suo ex marito, che probabilmente non è del tutto omosessuale, lei consiglia all'amica di non dire nulla a Paolo. La medesima cosa, le dice lo stesso Riccardo, fidanzato con Peter, a cui non dirà niente della notte d'amore con la Del Fiore. Paolo, dal canto suo, è contentissimo di poter realizzare il suo sogno d'amore, ma rimane sconcertato. Laura non riesce a trattenersi, e con il cuore in mano, gli svela il tradimento. L'uomo, però, sembra prenderla bene, invece... Dopo aver passato una notte in bianco e dopo aver parlato con Michele, comprende che forse non deve dire per forza "si" all'altare! Ventoni, il giorno del matrimonio, nella sacrestia della chiesa, tenta di convincerlo, e, dopo una discussione, ci riesce. Quando don Luigi chiede a Laura se vuole sposare Paolo, lei dice di sì, Giorgi è certo che anche lui risponderà affermativamente, ma c'è qualcosa in lui che non va. Quel tradimento, con il suo ex marito che è diventato pure gay, a lui non va giù. Così, dopo averci pensato e ripensato all'altare, dice di no, e tra la delusione generale, ma di Laura prima di tutti, scappa via, inseguito da Michele.
- Altri interpreti: Tomas Arana (Riccardo), Clizia Fornasier, Adriano Pantaleo (Capone)

## Datemi un martello
- Diretto da: Riccardo Milani
- Scritto da: Monica Rametta, Ivan Cotroneo

### Trama
Ormai tutto è finito. Paolo fugge via dalla chiesa, con Michele alle calcagna, che prova a farlo ragionare, ma niente, a lui adesso, va bene così. Laura è colta da una crisi isterica, ma poi capisce che ha sbagliato, proprio quando gli invitati vengono a scoprire che Riccardo e la Del Fiore hanno tradito i rispettivi compagni. Sarà Davide Palmieri, fidanzato di Cristina, a dirlo agli ospiti, perché lo aveva sentito da Paolo. Questo, per la giovane Giorgi, è troppo, e lo molla in tronco! Laura torna a casa distrutta, e decisa a trasferirsi. Tutto pur di non vedere più l'uomo che l'ha abbandonata ed umiliata nel giorno più bello della sua vita. Paolo si guarda a fondo, e si vede pentito del suo gesto istintivo, ma sa che non può più tornare indietro. Emanuele e Cristina, in terrazza, si parlano, ma nessuno dei due è pronto a dirsi addio. Dopo un ultimo bacio, che fa comprendere ad entrambi che loro sono e saranno sempre solo fratelli, ognuno torna in casa propria. Monica e Michele, invece si baciano e si amano, e si promettono eterno amore ed eterna fedeltà. Quando, una notte, Paolo rivede tutti momenti più belli passati con Laura, è illuminato: non può perdere la donna che ama. Così, preso un martello, comincia a sfondare il muro che separa casa sua a quella dei Del Fiore. Laura è contentissima, e i due si baciano. Paolo e Laura giurano di restare insieme per sempre, mentre Nina, Cristina ed Emanuele, così come gli altri protagonisti, Michele, Monica, le zie, le ragazze della redazione, Elio, tutti, ma proprio tutti, dalle loro case, battono le mani felici, come alla fine di una fiaba, e salutano il pubblico. Tutta questa gioia, grazie a un martello, e all'amore di Paolo Giorgi e Laura Del Fiore.
- Canzoni interpretate nell'episodio: Noi, ragazzi di oggi , Morirò d'amore (Jovanotti)
- Curiosità: La scena finale dell'ultima puntata, con i protagonisti che battono le mani per Laura e Paolo, è un chiaro rifacimento della scena finale del Titanic di James Cameron, quando tutte le anime dei passeggeri della nave applaudono al bacio tra Jack e Rose. Inoltre alla fine non ci sono i titoli di coda, ma sulle note di Morirò d'amore di Jovanotti sono ripercorsi i momenti salienti della storia d'amore tra Laura e Paolo.